# クラレンス・セードルフ
クラレンス・クライド・セードルフ（Clarence Clyde Seedorf, 1976年4月1日 - ）は、スリナム・パラマリボ出身の元サッカー選手、サッカー指導者。元オランダ代表。現役時代のポジションはミッドフィールダー。
アヤックス、レアル・マドリード、ミランと異なる3クラブでUEFAチャンピオンズリーグ優勝を経験した唯一の選手である。
代表での経歴においては、オランダ代表として87試合に出場し、参加した3度のUEFA欧州選手権 (1996, 2000, 2004)と1998 FIFAワールドカップのうち、1998年以降全ての大会でベスト4進出を経験した。
2004年には、ペレが選ぶFIFA100に選出された。また、セードルフは、在籍した全ての国で国内大会もしくは国際大会での優勝を果たしている。

## クラブ経歴

### 幼少期
スリナムのパラマリボに生まれ、2歳の時に家族揃ってオランダのアルメレへと移住。家族の影響もあってクリスチャンとして育てられ、元サッカー選手であり、代理人としても活動していた父ヨハンの指導の下、2人の弟ユルゲンそしてセドリックと共にサッカーを始めた。セドリックは、U-21オランダ代表に選出された将来有望な選手だったが、選手として大成はしなかった。
6歳から地元アルメレのアマチュアクラブであるVV AS '80でキャリアをスタートさせると、レアル・アルメレを経て1986年にヨハン・クライフが設立に参加したスカウト団体である「ユージェント・スカウティングチーム」によって、スカウトされてアヤックス・アムステルダムの下部組織へと移った。このスカウトグループはフランク、ロナルド・デ・ブール兄弟、エドガー・ダーヴィッツ、ロブ・ウィツヘ、パトリック・クライファートらをアヤックスへ引き連れてきたグループでもある。

### クラブ

#### アヤックス
アヤックスの下部組織に入団後、順調に各カテゴリーを登っていったが、入団当初は右のサイドハーフとしてプレーしていた。そして1992年11月29日、エールディヴィジのFCフローニンゲン戦にて、当時のクラブ史上最も若いデビュー記録となる16歳と242日でのプロデビューを果たした。デビュー後すぐにルイ・ファン・ハール監督によってレギュラーに固定され、1993-94シーズンの国内3冠に貢献。同時期にクラブに在籍していたフランク・ライカールトを憧れとしていた。
翌シーズンもレギュラーとしてシーズンを戦い、このシーズンはリーグタイトルとスーパーカップであるヨハン・クライフ・スハール優勝を経験した。アヤックス在籍最終シーズンとなった1994-95シーズンは、ヨーロピアン・カップにてACミランとの決勝に進出し、自身は53分までプレーしてアヤックスの優勝をベンチから見届けた。この優勝を成し遂げたことでオランダ国内にて、エドガー・ダーヴィッツ、パトリック・クライファートそしてセードルフの3人はデ・カベル（De Kabel、ケーブル）と呼ばれた。

#### サンプドリア
ヨーロッパでの舞台でのアヤックスの躍進やボスマン判決の影響もあり、アヤックスとの契約延長を断って1995年7月8日、セリエAのUCサンプドリアに移籍した。クラブでのデビュー戦は8月27日のASローマ戦であり、このシーズンはレギュラーとしてプレー。リーグ戦32試合で3得点を挙げ、クラブのリーグ戦8位フィニッシュに貢献した。

#### レアル・マドリード
1996年7月26日、ファビオ・カペッロの希望により、移籍金460万ペセタでレアル・マドリードに移籍した。ここでも絶対的な存在としてチームに君臨し、移籍1シーズン目ではリーグ優勝をクラブにもたらし、1997-98シーズンにはUEFAチャンピオンズリーグを制してヨーロッパ王者に輝いた。1998-99シーズン終了後、レアル・マドリードとユヴェントスFC間にて、セードルフとジネディーヌ・ジダンのトレードが実現しかけたが、ジダンがユヴェントスに留まりたいとの希望を示したことでこの取引は破談した。

#### インテル
インテル移籍後は、徐々に輝きを失っていく。控えの選手として苦しい時期を過ごし、代表でのポジションも絶対的なものではなくなってしまう。2001-02シーズン、後半戦に出場機会を得ると、目覚しい戦果を上げ復活をアピールした。

#### ミラン

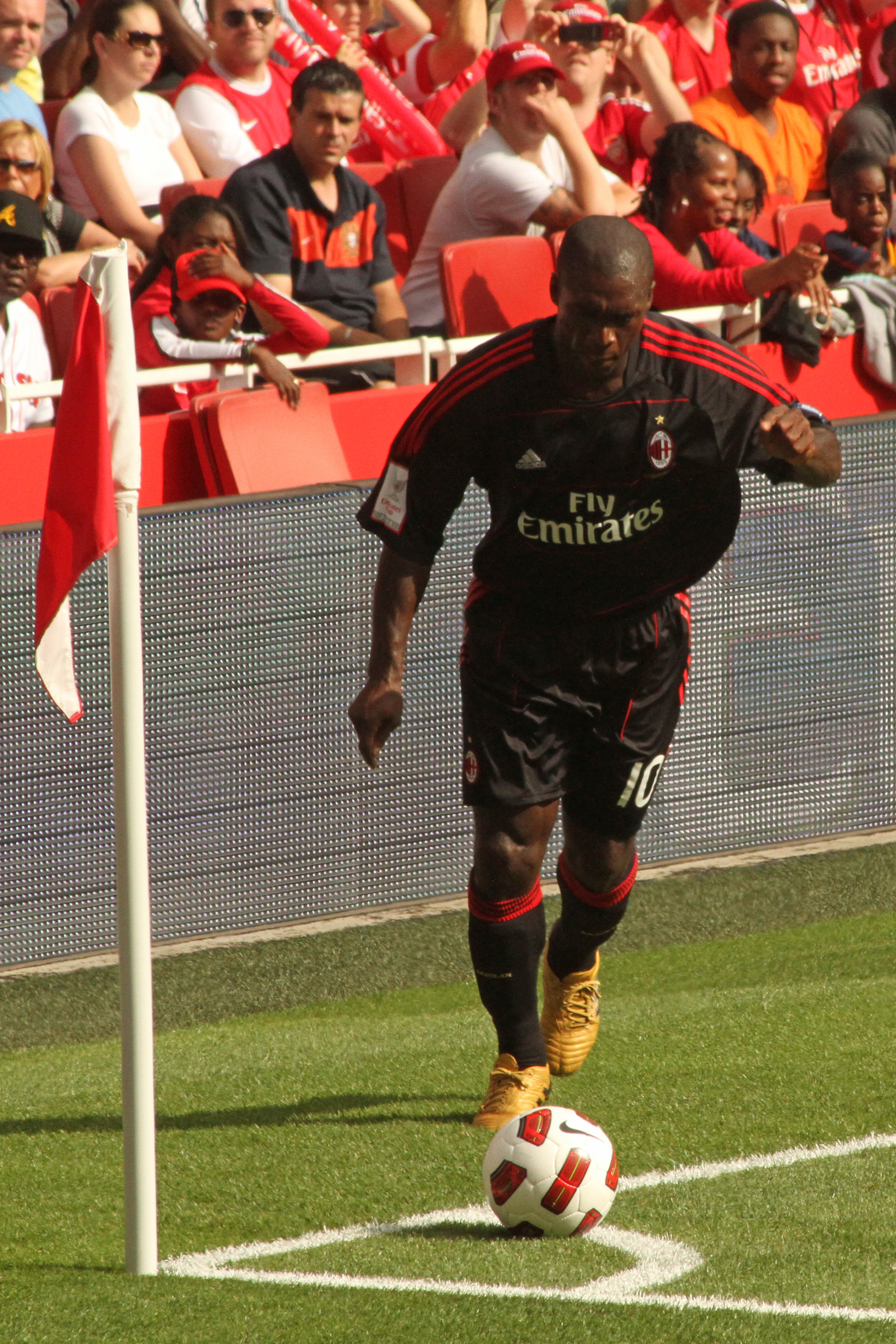
ミランでのセードルフ (2010年)

2002-03シーズン、フランチェスコ・ココとのトレードでライバルチームのACミランへ加入。このシーズン、自身3度目のチャンピオンズリーグ制覇（史上初の異なる3つのクラブでのチャンピオンズリーグ制覇）。
2006-07シーズン、4度目のチャンピオンズリーグ制覇。この大会では、後にバロンドールを受賞することになるカカの活躍が取り上げられたが、セードルフ自身も随所に高いパフォーマンスを披露している。準々決勝でのバイエルン・ミュンヘン戦では、相手ディフェンダーの股を抜いてのゴールと、フィリッポ・インザーギへ絶妙なヒールパスでアシスト。準決勝のマンチェスター・ユナイテッド戦でも、アレッサンドロ・ネスタのロングパスを頭で落とし、カカのゴールをアシスト。自身もネマニャ・ヴィディッチのプレスをものともせず、エドウィン・ファン・デル・サールの守るゴールにシュートを決め、優勝に貢献。UEFAチーム・オブ・ザ・イヤーとUEFAクラブ最優秀MFを受賞。
2007-08シーズン、2007年12月にFIFAクラブワールドカップで出場。浦和戦では、カカのラストパスから決勝ゴールを決めた。また同月、チャンピオンズリーグにおいて通算100試合出場を達成。
2008-09シーズンでは、怪我でアンドレア・ピルロが離脱したときにはレジスタとして中盤の底でプレーし、代役を務めるなど高いユーティリティ性を示した。
2010-11シーズン、序盤、自らのミスから失点の足がかりとなったり、不用意なパスミスなどで、ポジションを一時ケヴィン＝プリンス・ボアテングに奪われるなど限界がささやかれた。しかし、終盤になるにつれパフォーマンスが向上。ミラノダービーでの圧巻のプレー、サンプドリア戦では、無回転のフリーキックを直接決めるなど、結果的にミラン7シーズンぶりとなるスクデット獲得に貢献。
ミランにおいても、加入してからほぼ常にレギュラーポジションをつかみ、公式戦400試合以上に出場した。これはミランにおける、外国人選手の最多出場記録である。
2012年6月、ACミラン退団を発表。

#### ボタフォゴ
2012年7月、夫人の母国であるブラジルのボタフォゴFRに移籍決定。契約は2年間。

## 代表経歴
1994年12月14日、ルクセンブルク戦で代表デビュー。しかし、チームの内紛など問題の多いオランダ代表にあって本来の力を発揮する事が出来ず、1996年の欧州選手権では、自らのPK失敗によりチームも敗退。1998年のFIFAワールドカップでは、4位という好成績に貢献しながらも大きなインパクトを残す事は出来なかった。2002年のワールドカップでは、欧州予選敗退。2006年のワールドカップでは、本大会出場に貢献したが、本大会のメンバーから外れた。
代表でプレーする際にはエゴイスティックなプレーが多く、マルコ・ファン・バステン元オランダ代表監督に失格の烙印を押された。しかし2006年11月15日のイングランドとの親善試合で久しぶりに代表に招集され、試合では背番号"10"を着けて先発出場。好調なプレーとキャプテンシーを見せ、再びファン・バステンの信頼を得た。

## 指導者経歴

### ACミラン
2014年1月14日、ボタフォゴを退団し、ACミランの監督となることが決定。会見では｢ミランの監督をやる以上は、タイトルを目指したい。｣と述べた。16日にACミランと契約し、正式に監督に就任した。
2013-14シーズンは就任後の後半戦19試合で勝ち点35を稼ぐも、監督就任前の前半戦の低迷（19試合勝ち点22）も響いて結局8位に終わった。この結果、チャンピオンズリーグはおろかヨーロッパリーグの出場権も獲得できなかった。
シーズン終了後の6月、ACミランは解任を発表。後任は選手時代の同僚だったフィリッポ・インザーギである。

### デポルティーボ
2018年2月5日、デポルティーボ・ラ・コルーニャの監督に就任した。しかし、シーズン通じての悪い流れを変えることは出来ず、リーグ18位で終わり、セグンダ・ディビシオン降格が決まり、退任した。

### カメルーン代表
2018年8月4日、カメルーン代表の監督に就任した。アフリカネイションズカップ2019終了後の2019年7月に退任した。

## エピソード
- ミラノで人気日本食レストラン（Finger's)を経営している[23]。
- 髪型が以前はドレッドロックスだったが、2004年頃にスキンヘッドにする。トヨタカップでPKを蹴りたがらない選手がいたと発言し、ミランの選手たちを怒らせたことへの反省の表れでもあった。
- 異なる3つのクラブ（アヤックス・アムステルダム、レアル・マドリード、ACミラン）でのUEFAチャンピオンズリーグ優勝を成し遂げたのは歴代でセードルフただ一人である。
- 複数の国でプレーしてきたため、語学力に長けている。母国語のオランダ語の他、英語、イタリア語やスペイン語、更にはポルトガル語も自由に操ることができるマルチリンガルである。
- 妻はブラジル人であり、オフシーズンにはブラジルで過ごす。
- 長年lotto社と契約していたが、2007-2008シーズンのオフからadidas社のスパイクを履いていた。
- 北京オリンピックにオーバーエージ枠で参加する予定であったが、ファン・バステン監督の下での代表の要請を断ったことによって、協会の規定によって白紙になった。
- ユーロ2008は辞退したが、同時期に日本で行われた中田英寿主催のチャリティーマッチに出場している。
- 2003年から2007年まで、副業として元ブラジル代表のロベルト･カルロスと共にバイクチームを運営していた[24]。
- スリナムで生まれたセードルフは、スリナムの子どもたちへの支援・基金活動に積極的に取り組んでいることで知られ、私財を投じて学校や病院、スポーツ施設などを建設している[25]。自身4度目のUEFAチャンピオンズリーグ優勝を成し遂げた時にもスリナムを訪問し、そのビッグイヤーを披露するとともに、チャリティー活動を行った[26]。
- また「フットボーラーは模範になるべき」[27]とも語っている。
- かつては、特に代表チームにおいて自身の望み通りのポジション・背番号を強く要求し、叶わなければ試合を欠場すると公然と言い放つなど、エゴの強さで知られていたが、こういった言動は加齢と共に落ち着いた。
- オランダ代表、レアル・マドリード、インテル、ACミラン、ボタフォゴで背番号10をつけた。
- 2005年に自宅に強盗が入り、10万ユーロの被害を受けたが、幸いにも本人、家族ともに無事だった。
- 2006年にACミランでルイ・コスタがチームを離れることになり、その背番号10番を自ら志願して受け継いだ。ファンの一部からは10番様と呼ばれることもあった。
- アメリカ『ニューヨーク・タイムズ』にコラムを掲載している。「セードルフが答える」と題されたコラムで、おなじみの背番号10と同じ数の毎月10個の質問に答えている。その内容は、サッカー界だけにとどまるものではない[28]。

## 個人成績
| 国内大会個人成績 | 国内大会個人成績 | 国内大会個人成績 | 国内大会個人成績 | 国内大会個人成績             | 国内大会個人成績           | 国内大会個人成績 | 国内大会個人成績 | 国内大会個人成績 | 国内大会個人成績 | 国内大会個人成績 | 国内大会個人成績 |
| 年度             | クラブ           | 背番号           | リーグ           | リーグ戦                     | リーグ戦                   | リーグ杯         | リーグ杯         | オープン杯       | オープン杯       | 期間通算         | 期間通算         |
| 年度             | クラブ           | 背番号           | リーグ           | 出場                         | 得点                       | 出場             | 得点             | 出場             | 得点             | 出場             | 得点             |
| オランダ         | オランダ         | オランダ         | オランダ         | リーグ戦                     | リーグ戦                   | リーグ杯         | リーグ杯         | KNVBカップ       | KNVBカップ       | 期間通算         | 期間通算         |
| ---------------- | ---------------- | ---------------- | ---------------- | ---------------------------- | -------------------------- | ---------------- | ---------------- | ---------------- | ---------------- | ---------------- | ---------------- |
| 1992-93          | アヤックス       |                  | エールディヴィジ | 12                           | 1                          |                  |                  |                  |                  |                  |                  |
| 1993-94          | アヤックス       |                  | エールディヴィジ | 19                           | 4                          |                  |                  |                  |                  |                  |                  |
| 1994-95          | アヤックス       |                  | エールディヴィジ | 34                           | 6                          |                  |                  |                  |                  |                  |                  |
| イタリア         | イタリア         | イタリア         | イタリア         | リーグ戦                     | リーグ戦                   | イタリア杯       | イタリア杯       | オープン杯       | オープン杯       | 期間通算         | 期間通算         |
| 1995-96          | サンプドリア     | 17               | セリエA          | 32                           | 3                          |                  |                  |                  |                  |                  |                  |
| スペイン         | スペイン         | スペイン         | スペイン         | リーグ戦                     | リーグ戦                   | 国王杯           | 国王杯           | オープン杯       | オープン杯       | 期間通算         | 期間通算         |
| 1996-97          | R・マドリード    | 10               | プリメーラ       | 38                           | 6                          |                  |                  |                  |                  |                  |                  |
| 1997-98          | R・マドリード    | 10               | プリメーラ       | 36                           | 6                          |                  |                  |                  |                  |                  |                  |
| 1998-99          | R・マドリード    | 10               | プリメーラ       | 37                           | 3                          |                  |                  |                  |                  |                  |                  |
| 1999-00          | R・マドリード    | 10               | プリメーラ       | 10                           | 0                          |                  |                  |                  |                  |                  |                  |
| イタリア         | イタリア         | イタリア         | イタリア         | リーグ戦                     | リーグ戦                   | イタリア杯       | イタリア杯       | オープン杯       | オープン杯       | 期間通算         | 期間通算         |
| 1999-00          | インテル         | 14               | セリエA          | 20                           | 3                          | 5                | 2                |                  |                  |                  |                  |
| 2000-01          | インテル         | 10               | セリエA          | 24                           | 2                          | 4                | 0                |                  |                  |                  |                  |
| 2001-02          | インテル         | 10               | セリエA          | 20                           | 3                          | 2                | 1                |                  |                  |                  |                  |
| 2002-03          | ミラン           | 20               | セリエA          | 29                           | 4                          | 3                | 2                |                  |                  |                  |                  |
| 2003-04          | ミラン           | 20               | セリエA          | 29                           | 4                          | 5                | 0                |                  |                  |                  |                  |
| 2004-05          | ミラン           | 20               | セリエA          | 32                           | 5                          | 4                | 1                |                  |                  |                  |                  |
| 2005-06          | ミラン           | 20               | セリエA          | 36                           | 4                          | 2                | 1                |                  |                  |                  |                  |
| 2006-07          | ミラン           | 10               | セリエA          | 32                           | 7                          | 7                | 5                |                  |                  |                  |                  |
| 2007-08          | ミラン           | 10               | セリエA          | 32                           | 7                          | -                | -                |                  |                  |                  |                  |
| 2008-09          | ミラン           | 10               | セリエA          | 27                           | 5                          |                  |                  |                  |                  |                  |                  |
| 2009-10          | ミラン           | 10               | セリエA          | 29                           | 5                          |                  |                  |                  |                  |                  |                  |
| 2010-11          | ミラン           | 10               | セリエA          | 24                           | 3                          |                  |                  |                  |                  |                  |                  |
| 通算             | オランダ         | オランダ         | エールディヴィジ | 65                           | 11\|\|\|\|\|\|\|\|\|\|\|\| |                  |                  |                  |                  |                  |                  |
| 通算             | イタリア         | イタリア         | セリエA          | 254                          | 34\|\|\|\|\|\|\|\|\|\|\|\| |                  |                  |                  |                  |                  |                  |
| 通算             | スペイン         | スペイン         | プリメーラ       | 121                          | 15\|\|\|\|\|\|\|\|\|\|\|\| |                  |                  |                  |                  |                  |                  |
| 総通算           | 総通算           | 総通算           | 総通算           | \|\|\|\|\|\|\|\|\|\|\|\|\|\| |                            |                  |                  |                  |                  |                  |                  |

| 国際大会個人成績 | 国際大会個人成績 | 国際大会個人成績 | 国際大会個人成績 | 国際大会個人成績 |
| 年度             | クラブ           | 背番号           | 出場             | 得点             |
| UEFA             | UEFA             | UEFA             | UEFA EL          | UEFA EL          |
| ---------------- | ---------------- | ---------------- | ---------------- | ---------------- |
| 1992-93          | アヤックス       |                  | 3                | 0                |
| 1993-94          | アヤックス       |                  | 2                | 0                |
| UEFA             | UEFA             | UEFA             | UEFA CL          | UEFA CL          |
| 1994-95          | アヤックス       |                  | 11               | 0                |
| 1997-98          | R・マドリード    | 10               | 11               | 0                |
| 1998-99          | R・マドリード    | 10               | 8                | 3                |
| 1999-00          | R・マドリード    | 10               | 6                | 0                |
| UEFA             | UEFA             | UEFA             | UEFA EL          | UEFA EL          |
| 2000-01          | インテル         | 10               | 7                | 3                |
| 2001-02          | インテル         | 10               | 10               | 0                |
| UEFA             | UEFA             | UEFA             | UEFA CL          | UEFA CL          |
| 2002-03          | ミラン           | 20               | 16               | 1                |
| 2003-04          | ミラン           | 20               | 8                | 0                |
| 2004-05          | ミラン           | 20               | 13               | 1                |
| 2005-06          | ミラン           | 20               | 11               | 1                |
| 2006-07          | ミラン           | 10               | 14               | 3                |
| 2007-08          | ミラン           | 10               | 7                | 2                |
| 通算             | UEFA             | UEFA             | 127              | 14               |

## 代表歴

### 出場大会
- オランダ代表
  - UEFA EURO '96 (ベスト8)
  - 1998 FIFAワールドカップ (ベスト4)
  - UEFA EURO 2000 (ベスト4)
  - UEFA EURO 2004 (ベスト4)

### 試合数
- 国際Aマッチ 87試合 11得点（1994年-2008年）[29]

| オランダ代表 | 国際Aマッチ | 国際Aマッチ |
| 年           | 出場        | 得点        |
| ------------ | ----------- | ----------- |
| 1994         | 1           | 1           |
| 1995         | 7           | 3           |
| 1996         | 11          | 2           |
| 1997         | 7           | 0           |
| 1998         | 12          | 1           |
| 1999         | 7           | 0           |
| 2000         | 10          | 2           |
| 2001         | 4           | 1           |
| 2002         | 2           | 1           |
| 2003         | 7           | 0           |
| 2004         | 9           | 0           |
| 2005         | 0           | 0           |
| 2006         | 1           | 0           |
| 2007         | 8           | 0           |
| 2008         | 1           | 0           |
| 通算         | 87          | 11          |

### 得点
| #   | 開催年月日     | 開催地                                           | 対戦国         | スコア | 結果 | 試合概要                                |
| --- | -------------- | ------------------------------------------------ | -------------- | ------ | ---- | --------------------------------------- |
| 1.  | 1994年12月14日 | ロッテルダム、デ・カイプ                         | ルクセンブルク | 5-0    | 5-0  | UEFA EURO '96予選                       |
| 2.  | 1995年3月29日  | ロッテルダム、デ・カイプ                         | マルタ         | 1-0    | 4-0  | UEFA EURO '96予選                       |
| 3.  | 1995年10月11日 | タカリ、タカリ・ナショナルスタジアム             | マルタ         | 0-4    | 0-4  | UEFA EURO '96予選                       |
| 4.  | 1995年11月15日 | ロッテルダム、デ・カイプ                         | ノルウェー     | 1-0    | 3-0  | UEFA EURO '96予選                       |
| 5.  | 1996年6月4日   | ロッテルダム、デ・カイプ                         | アイルランド   | 2-1    | 3-1  | 親善試合                                |
| 6.  | 1996年12月14日 | ブリュッセル、ボードゥアン国王競技場             | ベルギー       | 0-2    | 0-3  | 1998 FIFAワールドカップ・ヨーロッパ予選 |
| 7.  | 1998年2月21日  | マイアミ、オレンジボウル                         | アメリカ合衆国 | 0-2    | 0-2  | 親善試合                                |
| 8.  | 2000年10月7日  | ニコシア、GSPスタジアム                          | キプロス       | 0-1    | 0-4  | 2002 FIFAワールドカップ・ヨーロッパ予選 |
| 9.  | 2000年10月7日  | ニコシア、GSPスタジアム                          | キプロス       | 0-2    | 0-4  | 2002 FIFAワールドカップ・ヨーロッパ予選 |
| 10. | 2001年10月6日  | アーネム、ヘルレドーム                           | アンドラ       | 2-0    | 4-0  | 2002 FIFAワールドカップ・ヨーロッパ予選 |
| 11. | 2002年10月16日 | ウィーン、エルンスト・ハッペル・シュターディオン | オーストリア   | 0-1    | 0-3  | UEFA EURO 2004予選                      |

## 獲得タイトル

### クラブ

#### アヤックス
- エールディヴィジ 2回 (1993-94, 1994-95)
- オランダ・カップ 1回 (1992-93)
- ヨハン・クライフ・スハール 2回 (1993, 1994)
- UEFAチャンピオンズリーグ 1回 (1994-95)

#### レアル・マドリード
- リーガ・エスパニョーラ 1回 (1996-97)
- スーペルコパ・デ・エスパーニャ 1回 (1997)
- UEFAチャンピオンズリーグ 1回 (1997-98)
- トヨタカップ 1回 (1998)

#### ACミラン
- セリエA 2回 (2003-04, 2010-11)
- コッパ・イタリア 1回 (2002-03)
- スーペルコッパ・イタリアーナ 2回 (2004, 2011)
- UEFAチャンピオンズリーグ 2回 (2002-03, 2006-07)
- UEFAスーパーカップ 2回 (2003, 2007)
- FIFAクラブワールドカップ2007 1回 (2007)

#### ボタフォゴ
- カンピオナート・カリオカ 1回 (2013)

### 個人
- オランダ年間若手最優秀選手賞 (1993, 1994)
- UEFAクラブ最優秀MF: 2回 (1997-98, 2006-07)
- UEFAチーム・オブ・ザ・イヤー: 2回 (2002, 2007)
- FIFA100 (2004)